# Kevin Lim
Kevin Lim (* 15. November 1986 in Berlin) ist ein malaysischer Hockeyspieler, der sowohl deutsche als auch malaysische Wurzeln hat.

## Karriere
Kevin Lim begann im Alter von sieben Jahren beim HC Argo 04 mit dem Hockey spielen. Über die Station TSV Zehlendorf 88 stieß er 2002 zur Jugend des Berliner HC. Mit der U16 des Clubs gewann er im Jahr später die Deutsche Hallenhockeymeisterschaft. Im Alter von 16 Jahren wurde er erstmals in den Bundesliga-Kader berufen.
2005 debütierte Kevin Lim in der deutschen Hockeynationalmannschaft. Zuvor durchlief er alle Jugendnationalmannschaften des Deutschen Hockey-Bundes und wurde dabei U16-Europameister 2002.
2010 kehrte Kevin Lim dem Berliner HC für eine Saison den Rücken und schloss sich der Mannschaft der Universität Kuala Lumpur aus der malaysischen Premier Division an. Dabei schloss er mit seiner Mannschaft die Hauptrunde der Meisterschaft auf dem fünften Platz ab und schied in den anschließenden Play-offs im Viertelfinale gegen Maybank aus.
Mit den Herren des Berliner Hockey Clubs konnte er im Jahr 2012 die Deutsche Feldhockeymeisterschaft auf der heimischen Anlage in Berlin-Zehlendorf erringen. Dies war der erste nationale Feld-Titel für den Verein nach 47 Jahren. Seit der Saison 2013/14 ist er zudem Kapitän der Mannschaft.
Nach einem langen Hin und Her erteilte der internationale Hockeyverband Kevin Lim Anfang 2014 die Freigabe für den malaysischen Hockeyverband und machte somit den Weg für eine Fortsetzung seiner internationalen Karriere frei. Sein Debüt für Malaysia feierte er dabei im Rahmen der Champions Challenge I in Kuantan. Mit der Mannschaft gewann er dort die Bronzemedaille.
Im Anschluss an das Turnier wurde Kevin Lim in den Kader für die anstehende Hockey-Weltmeisterschaft in Den Haag berufen, verletzte sich jedoch im letzten Vorbereitungsspiel und fiel für das Turnier aus.

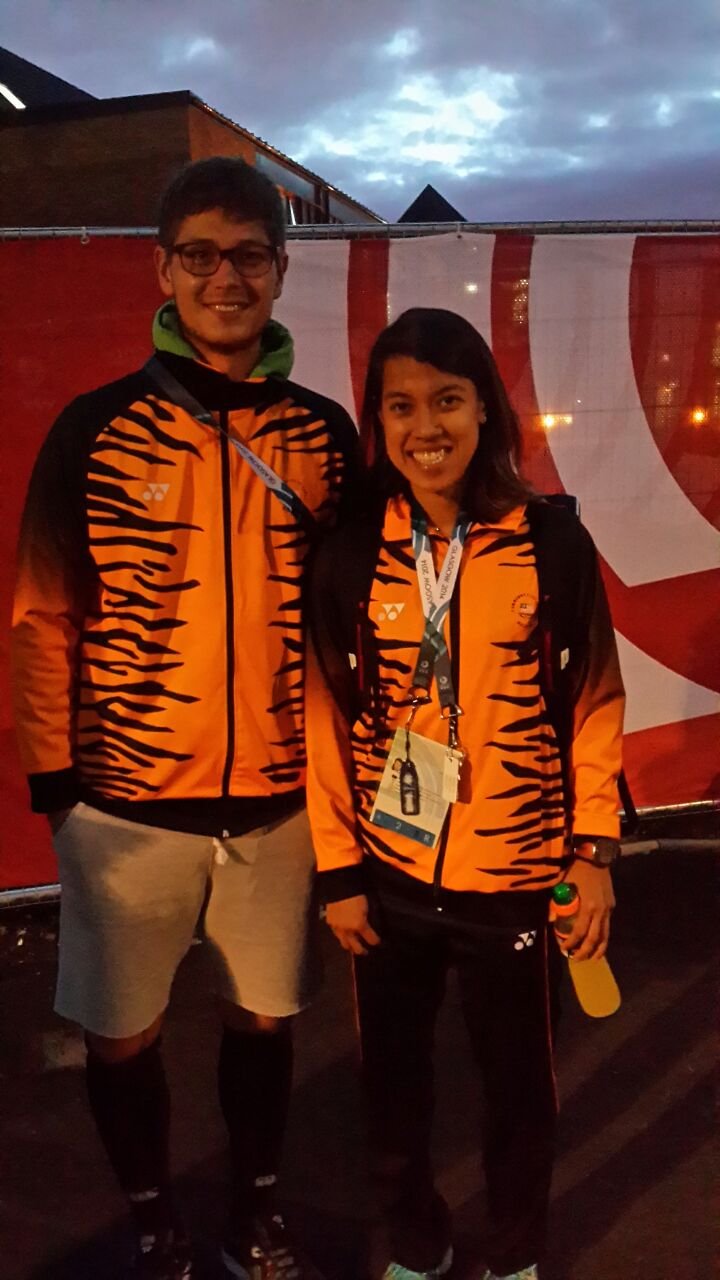
Kevin Lim mit Squash-Star Nicol David bei den Commonwealth Games 2014

Nach der Enttäuschung über die verpasste Hockey-Weltmeisterschaft spielte Kevin Lim mit einem stark verjüngten Team die XX. Commonwealth Games in Glasgow und erreichte dabei den 7. Platz. Die enttäuschende Platzierung war gleichbedeutend das Aus für den Nationaltrainer Muhammad Dharma Raj Abdullah. Für die kurz darauf folgenden Asienspiele nominierte der Nachfolger Kevin Lim nicht.
Im Anschluss an die erfolgreiche Bundesliga-Hinrunde der Saison 2014/2015 mit seinem Heimatclub, dem Berliner Hockey Club, verließ er Deutschland, um sich für eine Saison erneut der Mannschaft der Universität Kuala Lumpur (UniKL) aus der Malaysia Hockey League (MHL) anzuschließen. Nach seinem Intermezzo in Malaysia kehrte er zu seinem Heimatclub nach Berlin zurück. Im Anschluss an das Verpassen des Final Four 2015 zur Deutschen Meisterschaft, entschied sich Kevin Lim zu einem weiteren Wechsel in die Malaysia Hockey League (MHL) und schloss sich dem Kuala Lumpur Hockey Club an.

## Nationale Erfolge
- 2003 1. Platz Deutsche Hallenhockeymeisterschaft U16 in Bielefeld
- 2006 2. Platz Deutsche Hallenhockeymeisterschaft Herren in Duisburg
- 2012 1. Platz Deutsche Feldhockeymeisterschaft Herren in Berlin

## Internationale Erfolge
Erstes Jugendländerspiel 22. März 2002 GER-ENG 3:4 in Manchester (GB)
- 2002 1. Platz Europameisterschaft U16 in Rotterdam (NL)

Erstes Herrenländerspiel 18. August 2005 GER-FRA 2:2 in Mannheim
- 2009 2. Platz Hamburg Masters Herren in Hamburg
- 2010 5. Platz Hallenhockey-Europameisterschaft Herren in Almere (NL)[11]
- 2014 3. Platz Champions Challenge I Herren in Kuantan (MY)
- 2014 7. Platz Commonwealth Games Herren in Glasgow (GB)[12]